# Elizabeth McGovern
Elizabeth Lee McGovern (født 8. juli 1961) er en amerikansk skuespiller. McGovern filmdebuterede i 1980 i den Oscar-vindende film Ordinary People: En ganske almindelig familie , instrueret af Robert Redford. Året efter blev hun nomineret til en Oscar for bedste kvindelige birolle i rollen som Evelyn Nesbit i den musicalfilmen Ragtime. Derudover er hun berømt for sin rolle som hertuginde Cora Crawley i serien Downtown Abbey (2010-2015) og de efterfølgende film Downton Abbey (2019) og Downton Abbey: A New Era (2022).

## Privatliv
McGovern har siden 1992 boet i det vestlige London med sin mand Simon Curtis og parrets to døtre.

## Filmografi

### Film
| År   | Titel                                    | Rolle                              | Noter |
| ---- | ---------------------------------------- | ---------------------------------- | --- |
| 1980 | Ordinary People                          | Jeannine Pratt                     | |
| 1980 | Last Year's Model                        | Unknown                            | Short film |
| 1981 | Ragtime                                  | Evelyn Nesbit                      | Nomineret—Academy Award for Best Supporting Actress Nomineret—Golden Globe Award for New Star of the Year – Actress |
| 1983 | Lovesick                                 | Chloe Allen                        | |
| 1984 | Once Upon a Time in America              | Deborah Gelly (adult)              | |
| 1984 | Racing with the Moon                     | Caddie Winger                      | |
| 1986 | Native Son                               | Mary Dalton                        | |
| 1987 | The Bedroom Window                       | Denise                             | |
| 1988 | She's Having a Baby                      | Kristy Bainbridge Briggs           | |
| 1989 | Johnny Handsome                          | Donna McCarty                      | |
| 1990 | The Handmaid's Tale                      | Moira                              | |
| 1990 | A Shock to the System                    | Stella Anderson                    | |
| 1990 | Tune in Tomorrow...                      | Elena Quince                       | |
| 1993 | King of the Hill                         | Lydia                              | |
| 1993 | Me and Veronica                          | Fanny                              | |
| 1994 | The Favor                                | Emily                              | |
| 1995 | Wings of Courage                         | Noelle Guillaumet                  | Short film |
| 1997 | The Wings of the Dove                    | Susie "Sue" Stringham              | |
| 1998 | The Man with Rain in His Shoes           | Diane                              | |
| 1998 | The Misadventures of Margaret            | Till Turner                        | |
| 2000 | Manila                                   | Elizabeth                          | |
| 2000 | The House of Mirth                       | Mrs. Carry Fisher                  | |
| 2001 | Buffalo Soldiers                         | Mrs. Berman                        | |
| 2006 | The Truth                                | Donna                              | |
| 2008 | Inconceivable                            | Tallulah "Tutu" Williams           | |
| 2010 | Kick-Ass                                 | Mrs. Lizewski                      | |
| 2010 | Clash of the Titans                      | Marmara                            | |
| 2011 | Angel's Crest                            | Jane                               | |
| 2012 | Cheerful Weather for the Wedding         | Mrs. Thatcham                      | |
| 2015 | Unexpected                               | Samantha's mother                  | |
| 2015 | Woman in Gold                            | Judge Florence Cooper              | |
| 2015 | Swung                                    | Dolly                              | |
| 2016 | Showing Roots                            | Shirley                            | |
| 2017 | The Wife                                 | Elaine Mozell                      | |
| 2018 | The Commuter                             | Karen McCauley                     | |
| 2018 | The Chaperone                            | Norma                              | |
| 2019 | Downton Abbey                            | Cora Crawley, Countess of Grantham | |
| 2022 | Downton Abbey: A New Era                 | Cora Crawley, Countess of Grantham | |
| 2025 | Untitled Downton Abbey: A New Era sequel | Cora Crawley, Countess of Grantham | Filming |
| TBA  | And Mrs                                  | TBA                                | Post–production |

### Television
| År        | Titel                                    | Rolle                      | Noter |
| --------- | ---------------------------------------- | -------------------------- | --- |
| 1979      | California Fever                         | Lisa Bannister             | Episode: "The Girl from Somewhere" |
| 1984      | Faerie Tale Theatre                      | Snow White                 | Episode: "Snow White and the Seven Dwarfs" |
| 1990      | Women & Men: Stories of Seduction        | Vicki                      | Television film |
| 1991      | Ashenden                                 | Aileen Somerville          | Television film Nomineret—CableACE Award for Best Supporting Actress in a Miniseries or a Movie |
| 1992      | Tales from Hollywood                     | Helen Schwartz             | Television film |
| 1993      | Performance                              | Beatrice-Joanna            | Episode: "The Changeling" |
| 1995      | If Not for You                           | Jessie Kent                | 8 episodes |
| 1995      | Broken Trust                             | Janice Dillon              | Television film |
| 1996      | Broken Glass                             | Margaret Hymen             | Television film |
| 1996      | The Summer of Ben Tyler                  | Celia Rayburn              | Television film |
| 1996      | Tracey Takes On...                       | Judge Loring               | Episode: "Vanity" |
| 1996      | Tales from the Crypt                     | Laura Kendall              | Episode: "Horror in the Night" |
| 1997      | Clover                                   | Sara Kate                  | Television film |
| 1999      | The Scarlet Pimpernel                    | Lady Marguerite Blakeney   | 3 episodes |
| 2000      | Thursday the 12th                        | Candice Hopper             | Television film |
| 2001      | The Flamingo Rising                      | Edna Lee                   | Television film |
| 2001      | Hawk                                     | Susie Hawkins              | Television film |
| 2001      | Table 12                                 | Mel                        | Episode: "Preserves" |
| 2003      | The Brotherhood of Poland, New Hampshire | Helen Shaw                 | 7 episodes |
| 2006      | Three Moons over Milford                 | Laura Davis                | 8 episodes |
| 2007      | Daphne                                   | Ellen Doubleday            | Television film |
| 2007      | A Room with a View                       | Mrs. Honeychurch           | Television film |
| 2007      | Law & Order: Special Victims Unit        | Dr. Faith Sutton           | Episode: "Harm" |
| 2007–08   | Freezing                                 | Elizabeth                  | 3 episodes |
| 2008      | Agatha Christie's Poirot                 | Dame Celia Westholme       | Episode: "Appointment with Death" |
| 2009      | 10 Minute Tales                          | The Ex-Wife                | Episode: "The Running of the Deer" |
| 2010–2015 | Downton Abbey                            | Cora, Countess of Grantham | 52 episoder Screen Actors Guild Award for Outstanding Performance by an Ensemble in a Drama Series (2013, 2015) Nomineret—Golden Globe Award for Best Actress – Miniseries or Television Film Nomineret—Primetime Emmy Award for Outstanding Lead Actress in a Miniseries or a Movie Nomineret—Satellite Award for Best Actress – Miniseries or Television Film Nominated—Screen Actors Guild Award for Outstanding Performance by an Ensemble in a Drama Series |
| 2019      | War of the Worlds                        | Helen Brown                | 8 episodes |